# Lubna al-Hussein
Lubna Ahmed al-Hussein (Jartum, 1973) es una mujer musulmana, periodista y activista sudanesa, que llamó la atención internacional en julio de 2009, cuando fue procesada por usar pantalones. Su caso se convirtió en una causa célebre, con organizaciones como la Red Árabe de Información sobre Derechos Humanos  y Amnistía Internacional emitiendo declaraciones en apoyo.

## Periodista
Al-Hussein es una periodista que, en el momento de su arresto en 2009, trabajaba para el departamento de medios de la Misión de las Naciones Unidas en Sudán. Era conocida por sus críticas públicas al trato que el gobierno de Sudán daba a las mujeres.

## El caso de los pantalones

### Antecedentes
En 2009, el sistema legal del país se basaba en la ley islámica (sharia) y preveía castigos corporales judiciales como la flagelación. La legislación penal de la época prohibía vestirse indecentemente en público, cargo que acarreaba una pena de 40 latigazos y una multa. Según el director de la policía, en 2008 sólo en el Estado de Jartum, más de 40.000 mujeres fueron arrestadas por delitos relacionados con la vestimenta; no se sabe cuántas fueron condenadas o azotadas.

#### Artículo 152
El texto completo del artículo 152 del Memorándum del Código Penal de 1991 es el siguiente:
152 Actos obscenos e indecentes
(1) Quien cometa en un lugar público un acto indecente o contrario a la moral pública o lleve ropa obscena o contraria a la moral pública o cause molestia a los sentimientos públicos será castigado con azotes que no podrán exceder de cuarenta azotes o con multa. o con ambos.
(2) El acto será contrario a la moral pública si se considera como tal según la norma de la religión de la persona o las costumbres del país donde se realiza el acto.

### Arresto
El 3 de julio de 2009, la Policía de Orden Público entró en el Kawkab Elsharq Hall en busca de mujeres y niñas que llevaran pantalones. Al-Hussein, que había venido a reservar la fiesta de boda de una prima y estaba viendo a una cantante egipcia y bebiendo una coca cola mientras esperaba, fue arrestada junto con otras doce mujeres. Diez de ellas se declararon culpables inmediatamente, recibieron diez latigazos cada una y fueron puestas en libertad. Hussein y otras dos mujeres rechazaron esta oferta e insistieron en que se celebrara un juicio.
Entre el arresto y el juicio, Hussein comenzó a dar publicidad al caso imprimiendo 500 tarjetas de invitación y enviando correos electrónicos con el asunto "La periodista sudanesa Lubna le invita de nuevo a su flagelación mañana". Hussein utilizó su batalla legal como plataforma pública para atacar el artículo 152, con el argumento de que la forma en que se aplica en Sudán ni es constitucional ni está dogmáticamente permitida por la ley de la Shariah. Sus esfuerzos generaron una enorme muestra pública de solidaridad por parte de las mujeres de la región, pero también violencia por parte de extremistas islámicos.

### Comparecencias ante el tribunal
Cuando el caso llegó a juicio, el juez ofreció desestimarlo, señalando que ella disfrutaba de inmunidad procesal gracias a su trabajo en Naciones Unidas. Al-Hussein renunció a su trabajo y decició poner a prueba la ley. Si la declaran culpable, su intención era la de apelar su caso ante el tribunal superior e incluso ante el tribunal constitucional, en un esfuerzo por cambiar la ley.
En la segunda comparecencia de Al-Hussein ante el tribunal, el 4 de agosto, el juez volvió a posponer su caso, esta vez durante un mes, diciendo que quería recibir asesoramiento sobre si ella tenía inmunidad o no. Fuera de la sala del tribunal, la policía lanzó gases lacrimógenos contra las manifestantes vestidas con pantalones. Ban Ki-moon, el secretario general de la ONU, expresó su preocupación por el castigo al que se enfrentaba.
El 7 de septiembre fue declarada culpable y multada con 500 libras sudanesas, pero no condenada a flagelación. Dijo que no tenía intención de pagar y que, en cambio, estaba dispuesta a afrontar un mes de cárcel. En esta tercera aparición nuevamente participaron diplomáticos y trabajadores del área de los derechos humanos observando el caso en el tribunal y a los manifestantes afuera. Los periodistas contaron alrededor de 150 de estos últimos, que fueron interrumpidos por un número menor de contramanifestantes y golpeados por la policía antidisturbios. Al menos 40 manifestantes fueron detenidas y puestas en libertad bajo fianza.

### Medios internacionales
Cuando Hussein intentó volar al Líbano a principios de agosto de 2009 para una entrevista sobre su caso, las autoridades sudanesas le impidieron salir del país.
Fuera de Sudán, el apoyo a su caso se desarrolló lentamente, a pesar de su profundo conocimiento de cómo funcionan los medios y sus contactos internacionales. El programa de radio de la BBC Woman's Hour analizó hasta qué punto las feministas británicas habían ignorado el caso.

### Oposición a la ley
El caso de Hussein se convirtió en una prueba para los derechos de las mujeres en Sudán. Hussein, que se considera una buena musulmana y vestía pantalones holgados cubiertos por una blusa larga, sostiene que el caso "no se trata de religión, se trata de hombres que tratan mal a las mujeres". Decía que quería cambiar la ley en nombre de todas las mujeres de Sudán. Sostenía que el artículo 152, que permitía azotar o multar a cualquiera que "viole la moral pública o vista ropa indecente" sin definir "ropa indecente", violaba en sí mismo tanto la Constitución Provisional de Sudán de 2005 como la Sharia.
En vísperas de la tercera comparecencia de Hussein ante el tribunal, Amnistía Internacional (AI) emitió un comunicado pidiendo al gobierno sudanés que derogara el artículo 152 y retirara los cargos contra ella. AI afirmaba que la Comisión Africana de Derechos Humanos y de los Pueblos "ordenó a Sudán que modificara el artículo 152 basándose en que la flagelación equivalía a tortura sancionada por el Estado" en 2003.
Según un artículo de Foreign Policy, este caso alentó a activistas dispares, desde ONGs hasta políticos de oposición, a cooperar entre sí en sus esfuerzos por cambiar la ley.

## Iniciativa No a la opresión contra las mujeres
La insistencia de Hussein y sus dos compañeras en ir a juicio por el caso de los pantalones inspiró la creación de la Iniciativa No a la Opresión contra las Mujeres,  que una década más tarde fue una de los firmantes de la declaración de las Fuerzas de Libertad y Cambio (FFC) del 1 de enero de 2019.  La Iniciativa No a la Opresión contra las Mujeres contribuyó directa e indirectamente, a través del FFC, a la Revolución Sudanesa de 2018-2019.  Durante la fase de transición a la democracia, que duró 39 meses, Ihsan Fagiri, en nombre de la Iniciativa No a la Opresión contra las Mujeres, protestó contra el carácter exclusivo de hombres de la comisión de investigación de la masacre de Jartum creada en octubre de 2019. Afirmaba que, como muchas mujeres habían sido asesinadas o arrojadas muertas al Nilo, 70 mujeres y hombres habían sido violados y tres mujeres víctimas de violación se habían suicidado después de la masacre, las mujeres deberían estar representadas como miembros de la comisión.